# Milas-Bodrum Lufthavn
Milas-Bodrum Lufthavn (IATA: BJV, ICAO: LTFE) er en lufthavn i Tyrkiet. Den er beliggende 36 kilometer nordøst for Bodrum og 16 kilometer syd for Milas.
Fra april til september er der meget chartertrafik med turister. I 2012 betjente lufthavnen 3.537.954 passagerer.

## Historie
Lufthavnen blev åbnet i 1997 efter en kort byggeperiode. Man havde i mange år diskuteret om der skulle etableres en lufthavn i området, da den blev anset som eksistensgrundlaget for udvikling af turismen i regionen. Da den ny lufthavnsterminal åbnede 1. april 1997, indså man hurtigt at der allerede var behov for mere plads. Allerede 30. april året efter kunne man så indvie en ny terminal, som udelukkende skulle betjene den internationale trafik. Der er cirka én kilometer imellem de to terminaler. 
En ny terminal der er designet til at håndtere 5 millioner passagerer om året, åbnede i juni 2012. Samme år overtog et privat firma driften af selve lufthavnen fra den tyrkiske regering. Den tidligere internationale terminal blev omdannet til indenrigsterminal.

## Galleri
- Airbus A320 fra Freebird Airlines.
- Kontroltårnet i lufthavnen.